# Trấn An
Trấn An (chữ Hán phồn thể:鎮安縣, chữ Hán giản thể: 镇安县, bính âm: Zhen'an Xian) là một huyện của địa cấp thị Thương Lạc, tỉnh Thiểm Tây, Trung Quốc. Huyện này có diện tích 3487 km2, dân số năm 2002 là 300.000 người. Trấn An có khí hậu ôn đới ẩm ướt, có nhiều rừng. Mã số bưu chính là 711500. Huyện lỵ đóng tại trấn Vĩnh Lạc. Huyện Trấn An được chia thành 6 trấn và 19 hương. Tổng cộng có 204 thôn hành chính, 3 khu xã, 1006 tiểu tổ thôn dân.
- Trấn: Thanh Đồng, Cao Phong, Mễ Lương, Vân Cái Tự, Hồi Long, Đông Xuyên.
- Hương: Hoàng gia Loan, Mộc Vương, Đại Nhân, Thiết Xưởng, Tây Khẩu, Đại Bình, Sài Bình, Mao Bình, Miếu Câu, Dương Tứ, Linh Long, Dư Sư, Kết Tử, Quan Bình Hà, Long Lợi, Trương Gia, Tây Câu, Nguyệt Hà.